# Acamaz Sanakojew
Acamaz Inałowicz Sanakojew (ros. Ацамаз Иналович Санакоев; ur. 8 czerwca 1992) – rosyjski zapaśnik startujący w stylu wolnym. Drugi w Pucharze Świata w 2014 i 2016 i piąty w 2017. Mistrz Europy juniorów w 2012. Wicemistrz Rosji w 2013 i trzeci w 2016 roku.